# 比亞利克村

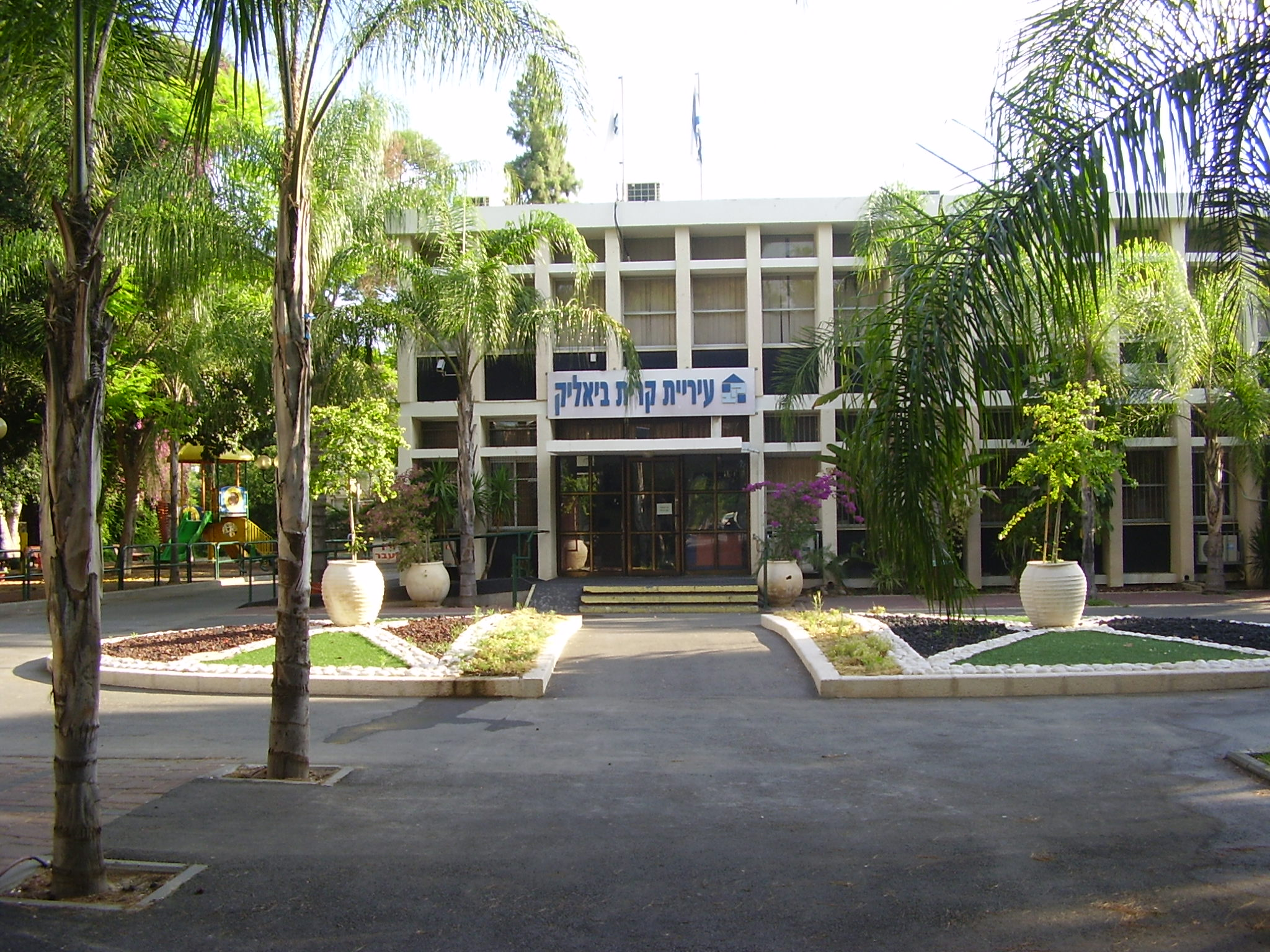

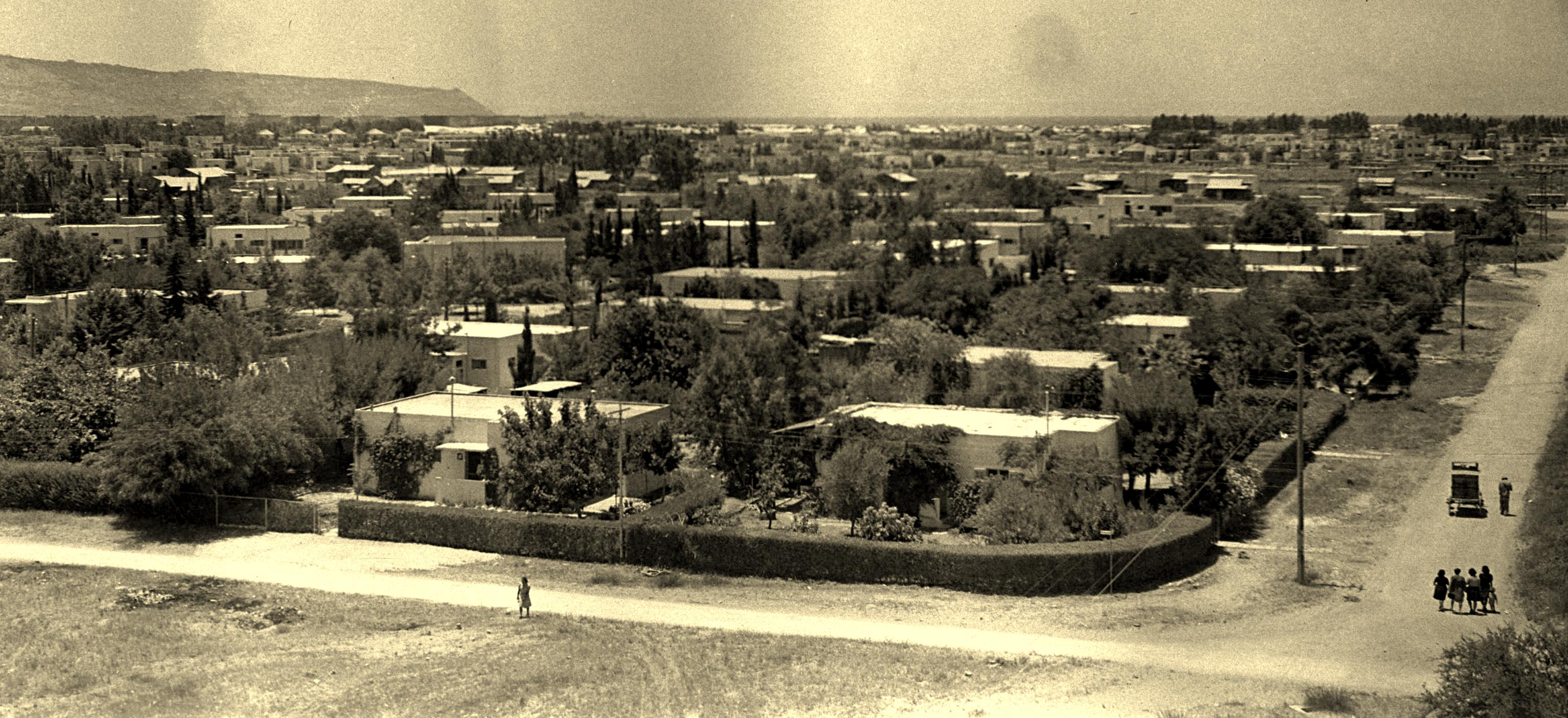

比亞利克村是以色列的城市，位於該國西北部，由海法區負責管轄，始建於1934年，面積8.178平方公里，2018年人口39,927，人口密度每平方公里4,469人。